# 明治十六年事件
明治十六年事件（めいじじゅうろくねんじけん）は、1883年（明治16年）10月に東京大学学生及び同予備門生徒のうち、寄宿舎生の大部分によって行われた賄征伐、暴動事件である。

## 事件の背景
事件の起きた1883年頃は自由民権運動に対する政府の圧迫や、松方デフレの影響で政治、経済において複雑な様相を呈していた。（旧）東京大学で寄宿舎生活を送る学生及び同予備門生徒は、政治活動への参加禁止や寄宿舎の統裁強化に対して鬱憤が堪っていた。これらに対する学生たちの反発を主とするが、賄征伐や祝典における学生たちの放埒行動などの性質も併せ持っている。

## 事件の経緯
1883年10月27日、前年まで夕刻に実施されていた学位授与式が昼間に行われ、これに不満を抱いた寄宿舎学生が式を拒絶し欠席したうえ、「遠足」と称して上野から日暮里原野（現・東京都北区の飛鳥山）へ向けて旗を掲げて行進した。その地で酒宴を開いたのち酩酊して帰校すると、夕刻から夜半にかけて他の学生も引き入れ、寄宿舎の板塀や木柵などの器物を破壊し、舎監室を荒らし食堂へ乱入して暴れるなどの事件を起こした。

## 事件に対する処置
この事件の一報は当時の政府首脳も知ることとなり、大学側は在舎生全員の146人に対して退学処分並びに他校への入学禁止を命じた。しかし、諸官署に登る人材の減少を危惧した文部省や、小中村清矩教授の嘆願なども有り、当初は罪の軽重を立証できないとして復学を拒否していた加藤弘之綜理が、情状を酌量する形で、翌年の5月までに退学者全員に対して形式上の再入学を許可し、約60名が復学した。

## 関与した著名な生徒
奥田義人、平沼騏一郎、日置益、萩野由之、池辺義象、関根正直、佐藤定介、三上参次、松方幸次郎、丸山正彦、三浦純雄、長崎剛十郎（長崎省吾の甥）、長崎豊十郎（千坂光子の元夫）

### 註釈
1. ↑  現在の東京大学の源流となった当時唯一の官立「大学」で東京帝国大学の直接の前身となった高等教育機関。この時点では帝国大学令を含む学校令が未整備だったため後年制度化された旧制大学とは制度形態が若干異なっている。詳しくは当該項目参照。
2. ↑  1886年の帝国大学令発布による（東京）帝国大学設立に際して、帝国大学より分離し第一高等中学校となった。現在の東京大学教養学部の前身。
3. ↑  学位授与式後の留別の宴は学生の間で慣例となっていた[1]。
4. ↑  暴動に参加した三上参次の回想によると、この事件の発頭人として最も率先していたのが奥田義人だったという[5]。
5. ↑  退学者の内訳は、予備門生66人、理学部生33人、古典講習科生23人、法学部生14人、文学部生8人、撰科生2人である[2][4]。